# 20+
20+ es el undécimo disco en estudio de la banda española de Heavy metal Barón Rojo, lanzado en 2001. Fue grabado en los estudios Oasis de Madrid durante diciembre de 2000 y enero de 2001, y editado por la desaparecida compañía Zero. 
En este disco colaboran Óscar Cuenca al trombón, Sergio Bienzobas al saxo, Josetxu Díez a la trompeta y V.M. Arias a la guitarra, en "20+" (Arias fue también el productor del disco). 
El álbum incluye el videoclip de "Fronteras". Vuelve a ser un álbum con composiciones muy atrevidas en las que se incluyeron instrumentos de viento, tal y como ya habían anticipado en alguna canción del anterior disco "Cueste lo que cueste" de 1999. 

## Lista de canciones
1. "Fronteras" - 4:01
2. "Sigue" - 4:10
3. "Vendiendo el Juicio Final" - 4:23
4. "Famosas" - 4:41
5. "Telebasura" - 5:20
6. "Salvavidas" - 6:11
7. "20+" - 5:02
8. "Sobrenatural" - 5:40
9. "Quémame con tu piel" - 4:56
10. "Como la letra de un blues" - 4:42
11. "La zona siniestra" - 4:50
12. "Canon-Cañón" - 3:44
13. "Fronteras" [videoclip]

## Formación
- Carlos de Castro - guitarra, voz
- Armando de Castro - guitarra, voz
- Ángel Arias - bajo, coros
- Vale Rodríguez - batería, coros